# Personaggi di Bakuman.
Questa è la lista dei personaggi della serie Bakuman..

## Personaggi principali

### Moritaka Mashiro
(Moritaka Mashiro a Miho Azuki)
Moritaka Mashiro (真城 最高?, Mashiro Moritaka) è il nipote del defunto mangaka Nobuhiro "Kawaguchi Taro" Mashiro ed è un ragazzo a cui è sempre piaciuto disegnare, ottenendo anche buoni risultati come primi posti a concorsi di disegno regionali. Tuttavia, la morte improvvisa dello zio lo ha privato dello stimolo necessario per inseguire i propri sogni, o anche solo di dichiararsi alla ragazza di cui è innamorato, Miho Azuki. Tutto cambiò con l'incontro in terza media con Akito Takagi, suo compagno di classe, che gli propone di diventare mangaka. Attraverso l'intraprendenza e la voglia di fare del geniale Takagi, Mashiro ritrova l'ardore perduto, arrivando a chiedere a Miho di sposarlo una volta che i loro sogni si fossero realizzati. A quel punto insieme ad Akito diventa un mangaka e disegna nuove storie sotto il nome di Muto Ashirogi. Moritaka è nato il 18 febbraio 1994 nella prefettura di Saitama, è alto 171 cm, pesa 58 kg ed è del gruppo sanguigno B. Di carattere impulsivo ma dotato di grandi capacità di analisi e di una volontà di ferro, Moritaka è instancabile e stacanovista tanto da arrivare a non dormire di notte e ad ammalarsi per poter consegnare i capitoli in tempo. Tiene tantissimo all'amicizia di Shujin, per cui metterebbe in discussione i suoi stessi principi. Saiko (サイコー?) è il soprannome con cui lo chiama Takagi, che è l'altra possibile pronuncia dei kanji del suo nome e che significa "il migliore". Il suo manga preferito è Rocky Joe e il suo personaggio riprende alcune caratteristiche dei due autori della serie: alcuni dalla scrittrice Tsugumi Ohba e alcuni dal disegnatore Takeshi Obata.
Nell'edizione originale è doppiato da Atsushi Abe.

### Akito Takagi
(Akito Takagi a Moritaka Mashiro)
Akito Takagi (高木 秋人?, Takagi Akito) è il figlio di un impiegato e di una insegnante ed è il migliore amico di Mashiro, oltre che suo collaboratore nell'elaborazione dei manga sotto il nome di Muto Ashirogi. È nato il 25 gennaio 1994 nella prefettura di Saitama, è alto 175 cm, pesa 66 kg ed è del gruppo sanguigno B.
Geniale studente, famoso in tutta la regione per i suoi voti scolastici alti e per le onorificenze ottenuti presso concorsi di scrittura, è un ragazzo con ottime doti di deduzione e osservazione, ma a discapito di quanto possa sembrare è estremamente anti-conformista e contro corrente, e assumendo a volte agli occhi di Mashiro (e quindi agli occhi di un giapponese medio) comportamenti imbarazzanti o spregiudicati. È stato lui a proporre a Mashiro di far manga come professione e a permettere che lui e Azuki si parlassero per la prima volta; per fare ciò aveva chiesto informazioni alla migliore amica della ragazza, Kaya Miyoshi che, credendo che fosse un modo per dichiararlesi, si prende una cotta per lui. Sembra che Takagi possieda un certo fascino sul sesso femminile, tanto da attirare le attenzioni non solo di Kaya, ma anche di Aiko Iwase e della collega scrittrice Yuriko Aoki. Shujin (シュージン?) è il soprannome datogli in contraccambio da Mashiro ed è l'altra pronuncia dei kanji del nome, e significa "carcerato". Il suo manga preferito è Dragon Ball e il suo personaggio riprende alcune caratteristiche dei due autori della serie: alcuni dalla scrittrice Tsugumi Ohba e alcuni dal disegnatore Takeshi Obata.
Nell'edizione originale è doppiato da Satoshi Hino.

### Miho Azuki
(Miho Azuki a Moritaka Mashiro)
Miho Azuki (亜豆 美保?, Azuki Miho) è una giovane ragazza di ricca famiglia, ha sempre mantenuto un atteggiamento amichevole e disponibile non attirando più di tanto l'attenzione o facendosi notare in particolare, nonostante la sua bellezza abbia sicuramente portato esiti differenti. Secondo Takagi, questo atteggiamento è dovuto al fatto che Azuki sa cosa deve fare per essere una "brava ragazza giapponese"; ma anche Miho al pari del geniale Shujin possiede un sogno tanto "strano", per l'immagine che ha proiettato di sé, quanto ambizioso: diventare una seiyū, cioè una doppiatrice, mettendoci un grande impegno e dedizione, paritario a quello che Mashiro impiegherà nel suo lavoro di mangaka. La sua natura romantica e il suo amore per Mashiro creeranno un forte contrasto con il suo grande sogno, che riuscirà sempre a superare grazie ai seppur discontinui contatti telefonici con il ragazzo stesso. È nata il 3 novembre 1993 nella prefettura di Saitama, è alta 162 cm e pesa 44 kg ed è del gruppo sanguigno B. Miho è il ritratto di sua madre, la donna di cui Nobuhiro Mashiro era innamorato, come essa appariva alla sua età. Il suo manga preferito è PCP - Perfect Crime Party.
Nell'edizione originale è doppiata da Saori Hayami.

### Kaya Miyoshi
(Kaya Miyoshi a Mashiro e Takagi)
Kaya Miyoshi (見吉 香耶?, Miyoshi Kaya) è la migliore amica di Miho ed è la ragazza di Takagi. Kaya è sicuramente una ragazza piena di vita e vivace, impiegando tutte le sue energie in attività atletiche e marziali, tanto da raggiungere addirittura i campionati di livello nazionale. Inizialmente non considerata da Takagi, perché non interessato in quel frangente al voler avere una relazione, riuscirà pian piano a conquistarlo fino ad ufficializzare la cosa in prima liceo. Nei confronti di Mashiro all'inizio ha un rapporto conflittuale, a causa dello strano rapporto che lui e Miho avevano deciso di instaurare e anche per il fatto che volesse a tutti i costi intromettersi nel loro lavoro e, secondo Mashiro, diventare una fonte di distrazione. Andando avanti però Miyoshi diventerà un membro insostituibile del loro gruppo, tanto da diventare anche una loro preziosa collaboratrice tuttofare, dal ruolo di assistente tecnico a lettrice e recensitrice del materiale giallistico che serviva per la serie di "Detective Trap", a fonte di entusiasmo e conforto nei momenti difficili per tutti e tre i suoi amici. Kaya è nata il 25 giugno 1993 nella prefettura di Saitama, è alta 157 cm, pesa 45 kg ed è del gruppo sanguigno 0. Come carattere Kaya è fortemente emotiva, tanto da arrivare ad infervorarsi o a piangere di gioia per un nonnulla. Il suo manga preferito è One Piece.
Nell'edizione originale è doppiata da Sayuri Yahagi.

## Mangaka
(Moritaka Mashiro)

### Eiji Niizuma
Eiji Niizuma (新妻 エイジ?, Niizuma Eiji). Ragazzo nato nella prefettura di Aomori, è di un anno più grande di Mashiro e Takagi, ed è considerato un mangaka di tipo "genio", cioè quel genere di mangaka che riesce a sfondare disegnando ciò che più lo aggrada; dopo essersi classificato al primo e al secondo posto nel concorso per il premio Tezuka, Eiji arriva primo anche su Akamaru Jump con lo one-shot di Crow di cui inizia successivamente la serializzazione. La cosa che rende Niizuma davvero un genio, non è tanto l'essere ancora un liceale, bensì la sua passione e la tecnica con cui compie il suo lavoro, che fa letteralmente ammutolire: riesce infatti a disegnare ciò che vuole quasi senza pensarci, facendo la composizione della pagina e la divisione in vignette all'istante, ad una velocità impressionante. Inoltre fino ad un "Brain-Storming" con Mashiro e Fukuda, non aveva mai fatto riunioni con editor o disegnato name, ma solo tavole definitive. La sua abilità sembra essere determinata da una decina di anni di continuo disegnare, suo unico hobby e gioco fin da bambino, in quanto viveva in una zona piuttosto isolata. Eiji caratterialmente è parecchio estroverso ed eccentrico con molte manie, ma possiede anche un lato serio e una grande capacità di osservazione, riuscendo subito a capire con una sola occhiata, i sentimenti e gli stati d'animo di chi gli sta intorno. Nonostante tutto si è guadagnato fin dall'inizio il rispetto e l'ammirazione di molti suoi colleghi, con cui ha stretto un legame di amicizia e rivalità. Mashiro e Takagi lo considerano il loro rivale naturale, cosa condivisa dallo stesso Eiji, il quale conferma subito la sua stima e ammirazione verso i due ragazzi, ammettendo di non poter essere in grado di scrivere storie come le loro. Il suo manga preferito è Doraemon.

### Shinta Fukuda
Shinta Fukuda (福田 真太?, Fukuda Shinta). Nato nella prefettura di Hiroshima, è un ragazzo dal carattere piuttosto coriaceo e deciso. Fukuda è un mangaka debuttante con pochi peli sulla lingua, idee molto precise e, in alcuni casi, particolarmente rivoluzionarie sull'essere un mangaka e sul sistema che ruota intorno alle riviste fumettistiche: non si fa alcun problema a dire ciò che pensa in faccia al diretto interessato, sia che sia un editor o un suo collega, se non addirittura il capo-redattore, con il suo tono un po' burbero e gasato ma sempre giustificato. È molto ferrato in "teoria del manga", conoscendo perfettamente tutto il sistema redazionale e quali siano le regole che stabiliscono il loro lavoro, sia nei rapporti con gli editor che nello sviluppo del proprio manga. Fukuda è poi, per così dire, il fondatore dell'omonimo "team" di mangaka che comprende altri debuttanti come lui: i due Ashirogi, Niizuma, Aoki, Nakai e Hiramaru; il team si fonda sul principio che oltre ad essere rivali, tra loro sono anche amici e compagni, pronti a sostenersi nel momento del bisogno o a darsi suggerimenti quando necessario, come nell'occasione in cui decisero di scioperare tutti insieme per impedire l'ingiusta cancellazione di "Detective Trap", causa il ricovero di Mashiro o come quando si ritrovarono a fare un nuovo "Brain-Storming" per affrontare il gioco sporco di Koogy, in occasione della Gold Future Cup. Come autore ha ricevuto due menzioni al Tezuka e una pubblicazione su Akamaru Jump, e il suo manga, o prototipi di esso, Kiyoshi Knight è stato respinto sette volte prima di essere stato pubblicato come serie, poiché troppo crudo e con un linguaggio inappropriato; Fukuda pensa infatti che non essendo un tipo di testo fondamentale, uno shōnen possa avere determinati contenuti e che anzi siano tra gli elementi che ne permettano la buona riuscita. Il suo manga preferito è To Love-Ru.

### Kazuya Hiramaru
Kazuya Hiramaru (平丸 一也?, Hiramaru Kazuya) è uno dei personaggi più amati della serie. Da normale impiegato aziendale decide di diventare mangaka dopo aver letto una copia di Weekly Shonen Jump, dimenticata da qualcuno sulla metropolitana, mentre tornava dal lavoro. Un mese dopo consegnò lo one-shot Lontra numero 11 e ottenne una menzione al Treasure. La cosa stupefacente è che prima di allora non sapeva neanche che cosa fosse il Jump, o come si facesse un manga o anche cosa fossero i retini. Hiramaru ha progredito, andando semplicemente a tentativi e perfezionandosi da solo, avendo come base solo quella copia di Jump, senza farsi insegnare niente da nessuno o da alcun manuale. Il suo particolare stile di caratterizzare i personaggi e la storia, attraverso situazioni assurde e sofismi dialettici, lo rendono un ottimo scrittore da gag-manga tanto da riscuotere l'assenso della stessa riunione per la serializzazione, passando avanti a debuttanti più esperti come Fukuda. Caratterialmente Hiramaru è una persona apatica, con un atteggiamento pessimista e sempre insoddisfatto, senza senso della misura, lasciandosi a volte andare a comportamenti poco dignitosi o sensati, per l'appunto, specialmente quando le cose gli vanno bene. Ama molto bere e le belle donne, tanto da rimanere folgorato dalla persona di Aoki di cui si innamora perdutamente. Odia il lavoro in sé e per sua stessa ammissione vorrebbe essere un panda e vivere in uno zoo, allevato e amato da tutti, piuttosto che fare una serie settimanale che ritiene una cosa assurda. In verità Hiramaru è privo di una fiducia nelle proprie capacità e la cerca negli altri, sperando nel loro sostegno e nel loro aiuto, soprattutto con il suo editor, Yoshida, diventato poi suo confidente e amico, e compagno in più di una situazione, di allegri siparietti comici. Hiramaru appartiene, secondo Akira Hattori, alla stessa categoria di Niizuma cioè quella dei "geni", anche se lui è di un genere diverso: infatti riesce a fare manga di successo senza averne la minima voglia o intenzione, ma solo grazie all'idea che una volta compiuto il proprio dovere, potrà godere di un premio o di una determinata ricompensa.

### Yuriko Aoki
Yuriko Aoki (青木 優梨子?, Aoki Yuriko) è una splendida ragazza decisa di sfondare come sceneggiatrice su una rivista shōnen dopo numerose esperienze da scrittrice di shōjo sul Margaret, rivista fumettistica dedicata prettamente ad un pubblico femminile appartenente anch'essa alla Shueisha, che farebbe da controaltare al Jump. Ottenuto il secondo posto al concorso Story King per sceneggiatori, trova infine in Nakai il partner per debuttare sul Jump con la sua storia Hideout Door, arrivata seconda alla Gold Future Cup. Essendo stata respinta in un primo momento Aoki pensa che il problema sia nei disegni, decidendo allora di cambiare partner prediligendo Koogy, poiché pensa che il suo stile di disegno possa esprimere al meglio la sua visione del mondo. Si ricrederà vedendo la dedizione con cui Nakai è pronto a dimostrarle di poter rendere la sua storia un capolavoro grafico, arrivando a disegnare le pagine durante una tormenta nel parco di fronte alla casa della ragazza. Yuriko è una ragazza estremamente decisa e di carattere, con forti principi artistici rispetto ai quali non vuole scendere a compromessi, anche se questo significherebbe la perdita di popolarità della storia stessa. A volte il suo atteggiamento risulta altezzoso e distaccato, mantenendo sempre un modo di fare discreto e riservato. Tutto ciò non è altro che una maschera, dietro alla quale si nasconde una Aoki insicura e poco fiduciosa ma anche estremamente dolce e sensibile. Grazie all'aiuto di Takagi, di cui arriverà a prendersi una cotta, riuscirà ad aprirsi agli altri e con i suggerimenti di Fukuda e del suo secondo editor Yamahisa, migliorerà le sue stesse capacità di autrice completa, arrivando a disegnare le proprie storie autonomamente. Yuriko lungo tutta la serie dimostrerà di essere una ragazza molto romantica, innamorandosi di tre suoi colleghi: Takagi, che però cercherà di dimenticare avendo capito l'amore del ragazzo per Miyoshi, Nakai, ricambiata inizialmente ma poi da lui abbandonata in modo meschino, e Hiramaru, da lui ricambiata e con cui si metterà insieme. Il suo manga preferito è Arrivare a te.

### Takuro Nakai
Takuro Nakai (中井 巧朗?, Nakai Takurō). Assistente sui trent'anni, sovrappeso ma incredibilmente abile, Nakai è nel mondo della fumettistica da parecchi anni ma in tutto questo tempo ha ottenuto solo un premio su una rivista mensile e niente di più; nonostante tutto però il suo desiderio di sfondare non lo ha ancora abbandonato, non volendo accontentarsi di una semplice carriera da assistente, a scapito di continue delusioni e frustrazioni. La fiamma della rivalsa si riaccenderà in lui quando si imbatterà nell'entusiasmo dei debuttanti Eiji, Mashiro e Fukuda, che lo influenzeranno non poco, cogliendo al balzo l'occasione di poter disegnare la storia di Yuriko Aoki, seconda classificata allo Story King. Nakai e Aoki debuttano nella Gold Future Cup, arrivando secondi (ma solo perché Ashirogi e Fukuda sono arrivati primi a pari merito), e dopo due consulte per la serializzazione ottengono la serie ufficiale. Nakai si caratterizza non solo per essere il più vecchio dei membri del Team Fukuda, ma anche per il suo sogno di avere una ragazza di cui è alla costante ricerca. Nel corso della serie Nakai dimostra di avere un carattere altalenante, da momenti in cui si mostra affabile e deciso ad altri in cui invece è arrogante e facile alla rabbia; anzi questo sua caratteristica si mostra soprattutto dopo la cancellazione di Hideout Door e la risposta negativa di Aoki, data con tatto, alla confessione dei suoi sentimenti verso la donna. Nakai successivamente, arriverà a imporle un ultimatum, per ottenere nuovamente la sua collaborazione ad una sua nuova serie, ovvero quello di diventare la sua donna, e in caso di risposta negativa non se ne sarebbe fatto niente. Lei disgustata lo schiaffeggia in lacrime, delusa che si sia dimostrato una persona così meschina. Dopo la cancellazione della serie di Takahama, di cui era diventato assistente, decide di far ritorno a casa dei suoi nella prefettura di Akita, ma prima di andarsene rincontra tutti i suoi amici, venuti a impedirgli di partire; rivolge ad Aoki le più sentite scuse, venendo perdonato e ringraziato per il suo impegno, durante la serializzazione di Hideout. Il suo manga preferito è Capricciosa Orange Road.

### Aiko Iwase
Aiko Iwase (岩瀬 愛子?, Iwase Aiko) è una compagna di scuola di Takagi, Mashiro, Azuki e Miyoshi; Iwase è una ragazza molto sicura di sé, si arriverebbe a definirla altezzosa, di bell'aspetto ed estremamente intelligente, tanto che nelle classifiche generali scolastiche si poneva al secondo posto, sottostante a Takagi. Colpita da tale fatto, Iwase strinse la mano al biondo, esortandolo ad impegnarsi ancora di più poiché lei avrebbe fatto lo stesso, e di sostenersi reciprocamente; da questo gesto la ragazza intese che loro due stessero insieme. Infatti verso Takagi, Iwase ha sempre mostrato un atteggiamento strano sbilanciandosi tra l'amore e la piena rivalità, che la spingono da un lato a dimostrare di essere più brava di lui e dall'altro di cercare la sua approvazione. Inizialmente Iwase denigrò la volontà di Takagi di diventare un mangaka, ritenendo il fumetto un'espressione artistica ben inferiore alla scrittura. All'università dopo aver conosciuto Aoki e aver scoperto che Takagi stava ancora rincorrendo il suo sogno, ottenendo anche dei buoni risultati, e soprattutto stava ancora con Miyoshi, deciderà di immergersi anche lei in quel mondo proponendo allo stesso Hattori la storia di +Natural. L'editor rimase molto colpito dalla trama e pensando che potesse essere uno stimolo per i suoi pupilli, le propose di lavorare in coppia con Niizuma che si sarebbe occupato dei disegni. La ragazza si dimostrò subito molto presa dalla sua nuova carriera, stimolata dal poter competere con Takagi. Iwase è incredibilmente orgogliosa e decisa di carattere, e odia perdere; quando scoprì che Takagi e Miyoshi si erano sposati, non potendo più considerarlo sotto quell'aspetto, si prende qualcosa di simile ad una cotta per Hattori cercando di "sedurlo" in più di un'occasione, con le conseguenti reazioni imbarazzate dell'uomo. Mentre studiava per gli esami di ammissione all'università, Iwase scrisse un libro di novelle, "Giorno del diploma in verde", che le valse un premio per scrittori esordienti. Il suo manga preferito è La storia dei tre Adolf.

### Shoyo Takahama
Shoyo Takahama (高浜昇陽?, Takahama Shoyo) è un ragazzo taciturno e piuttosto chiuso verso gli altri che fa parte del team di assistenti per la serializzazione di Detective Trap, insieme ad Ogawa e a Kato, verso cui non prova particolare stima o interesse a socializzare. Una sera però il ragazzo confidò a Mashiro che il suo atteggiamento chiuso, verso di lui almeno, era motivato dall'ammirazione che ha nei suoi confronti, considerando eccezionale poter sostenere i ritmi di una serie andando ancora a scuola. Takahama dimostra di essere un ragazzo molto loquace se preso per il verso giusto e con una grande determinazione; sarà il primo degli assistenti del duo Ashirogi Muto a lasciare il suo ruolo per intraprendere una serie sua, il cui nome è Business Boy Kenichi. Tornerà a fare l'assistente per Mashiro e Takagi quando la sua serie chiuderà, per la loro seconda serie ufficiale Corri, Daihatsu Tanto!, ma li lascerà nuovamente per seguire la sua nuova storia. Takahama dimostra di avere una certa ambizione: la prima sera in cui parlò con Mashiro, ammise che in futuro gli sarebbe piaciuto lavorare presso la Disney.

### Ryu Shizuka
Ryu Shizuka (静河 流?, Shizuka Ryū) è un hikikomori, ovvero un recluso che evita ogni contatto con la società indotto da paure o ferite psicologiche, che ha vissuto in solitudine dalla seconda media. Un giorno decide di inviare al concorso del premio Tezuka del Jump un suo manoscritto che attirò l'attenzione di Eiji Niizuma che era tra i giudici di quell'edizione. Ottenuta una menzione d'onore, viene contattato da Yamahisa che da allora si prenderà cura di lui e della sua crescita come mangaka, attraverso un lento processo di interazione. Shizuka ha molta difficoltà nel relazionarsi con gli altri, fatica a parlare e predilige, soprattutto nei primi incontri con il suo nuovo editor, il silenzio e la gestualità. Appare per di più come una persona imperturbabile e solo in alcune occasioni modifica le sue espressioni, soprattutto nelle occasioni in cui è risentito o arrabbiato per qualcosa. È infatti molto suscettibile e, questo a causa della sua psiche emotiva fragile, percepisce le singole vittorie e le sconfitte in modo molto profondo; Yamahisa lo descrive come molto sensibile e che questo lo porta a mettere molto se stesso nelle opere che scrive e disegna. Specialmente in True Human, si comprende tutto il suo risentimento nei confronti degli uomini. Sempre lui, dice che ciò che Shizuka ha provato per la vittoria al Treasure prima, e per il fallimento alla sua prima riunione per la serializzazione dopo, sono difficilmente immaginabili secondo il metro di misura della gente comune. Shizuka è un vero patito di video-games e di computer, infatti le sue prime riunioni con Yamahisa le ha fatte via chat, nelle quali si dimostrava tra l'altro divertente e spigliato, per poi passare a semplici incontri informali nei quali invece i due passavano il lor tempo a giocare alla PlayStation 3. Il suo manga preferito è Level E di Yoshihiro Togashi. Questo personaggio non appare nell'anime.

### Shun Shiratori
Shun Shiratori (白鳥シュン?, Shiratori Shun) è membro di una ricca famiglia, ha il sogno di diventare un mangaka nonostante pensi di non avere le giuste capacità. Quando gli Ashirogi hanno bisogno di assistenti per PCP Shiratori prenderà al volo questa opportunità, sperando di diventare indipendente e separarsi dai propri genitori. Incoraggiato da Mashiro e Takagi, inizierà a sviluppare una sua storia, Rabuta & Peace, col quale esordirà sul Jump, grazie soprattutto all'aiuto di Takagi che ritoccherà alcuni script del manga. Verrà successivamente cancellato dal Jump promettendo però ai due autori che la prossima volta riuscirà ad essere serializzato con le sue forze.

### Toru Nanamine
Toru Nanamine (七峰 透?, Nanamine Tōru). Inizialmente è un grande fan di Detective Trap e degli Ashirogi, mandando spesso lettere ai due mangaka dove espone le proprie idee. Successivamente si presenterà come un ragazzo molto solare e simpatico che vuole seguire le orme degli Ashirogi, da cui prende spunto per i suoi manga. In realtà è un personaggio estremamente calcolatore e freddo, arrivando a manipolare alcune persone conosciute online, a cui si aggiungerà successivamente anche il suo editore Kosugi, per migliorare il suo manga e superare il duo Mashiro-Takagi. Tuttavia perderà miseramente quando chiederà ai due mangaka di pubblicare nello stesso numero del Jump una storia uguale per entrambi i manga. Riapparirà poco dopo la fine di Crow mostrando come abbia evoluto il suo metodo di sviluppo dei manga fondando addirittura una società. Nonostante ciò anche stavolta il suo manga perderà.

## Assistenti

### Ogawa
Ogawa (小河?) è l'assistente-capo del primo gruppo di assistenti che affiancano Mashiro nella pubblicazione di Detective Trap. È molto esperto e ha ben chiare le necessità e i fabbisogni indispensabili per far sì che il lavoro proceda speditamente. Essendo sposato e con un figlio a carico, Ogawa ha deciso di diventare un assistente professionista, nonostante abbia frequentato una scuola per mangaka con buoni successi come disegnatore ma non come scrittore, per poter avere uno stipendio fisso e poter mantenere la sua famiglia. Ogawa tornerà nel ruolo di capo-assistente, per la quarta serie ufficiale di Ashirogi Muto, Reversi, e si viene a sapere che la sua famiglia è cresciuta raggiungendo quota tre figli.

### Natsumi Kato
Natsumi Kato加藤奈津実 (Katou Natsumi?) è la seconda assistente in ordine di esperienza del team di Detective Trap. Sembra avere una predilezione per i ragazzi più giovani di lei, tanto da prendersi una cotta per Mashiro. Nonostante abbia una buona tecnica, lei, secondo Takahama, "è innamorata della sua banale vita da assistente", e non è decisa a farsi pubblicare come autrice indipendente. Ritorna a far parte del team di assistenti di Ashirogi Muto per la loro terza serie ufficiale PCP, dopo aver lavorato anche nei team di Takahama e di Aoki.

### Ichiriki Orihara
Ichiriki Orihara (折原一力?, Orihara Ichiriki) è un ragazzo che inizierà a lavorare come assistente per gli Ashirogi durante Corri, Daihatsu Tanto!. Quando i due autori decideranno di lasciare la serie, si offrirà di continuare a lavorare per loro anche senza stipendio. Ritornerà come assistente per i due manga successivi: PCP e Reversi.

### Shūichi Moriya
Shūichi Moriya (森屋秀一?, Moriya Shuuji). Dopo essere stato un finalista del premio Tezuka, decide di lasciare la scuola per dedicarsi solo ai manga. Inizierà a lavorare come assistente quando Mashiro e Takagi pubblicheranno PCP. Desidera ardentemente diventare un autore del Jump mostrando molti lavori sia ai due mangaka sia al loro editore Hattori. Nonostante ciò non riuscirà mai a fornire opere all'altezza della rivista.

### Hiromi Yasuoka
Hiromi Yasuoka (安岡?) è il metallaro primo assistente di Fukuda nella realizzazione di Kiyoshi Knight, con cui ha un rapporto piuttosto diretto e schietto, e molto amichevole.

## Seiyu

### Ririka Kitami
Ririka Kitami è una doppiatrice molto giovane amica di Kato.

### Kanra Natara
Kanra Natara prende parte ai provini per il ruolo di Naho di Reversi. Lei ed Azuki sono in buoni rapporti. Ha anche interpretato il ruolo di Lady Crow nell'anime di Crow.

### Nanami Otsuki
Nanami Otsuki è una doppiatrice molto famosa, tanto da essere al secondo posto in un sondaggio pubblicato da una rivista su cui si chiedeva quale fosse la doppiatrice più popolare. Ha doppiato il personaggio di Ijunin Erina, personaggio principale di Saint Visual Girl Academy, manga in cui avrà un ruolo marginale anche Azuki Miho. Partecipa alle audizione per il ruolo di Naho di Reversi.

### Takami Goda
Takami Goda è una doppiatrice molto esperta. Partecipa ai provini per il ruolo di Naho.

## Editor
(Dialogo tra Mashiro e Takagi al loro primo cambio di editor)

### Hisashi Sasaki
Hisashi Sasaki (佐々木尚?, Sasaki Hisashi) è il capo della redazione del Weekly Shonen Jump in cui lavora Akira Hattori; è la massima autorità tra gli editor e punto di riferimento per ogni decisione riguardante le pubblicazioni sulla rivista settimanale. È un uomo molto serio quando si tratta del suo lavoro, che ama molto, ed estremamente severo ma anche giusto e obbiettivo: infatti riguardo alla questione se solo i manga appartenenti ai generi popolari potessero essere scelti e pubblicati, lui rispose che se un manga è buono va pubblicato, che sia o non sia commerciale. Il caporedattore sembra essere abbastanza temuto in redazione, e lo si capisce nell'occasione in cui si verifica la sospensione pro tempore di “Trap”, quando nessuno ebbe il coraggio, almeno all'inizio, di mettere in dubbio la sua decisione. Tale timore deriva dalla irrevocabilità con cui prende le sue scelte. In passato è stato colui che venne incaricato di informare della “cessata presa in forza”, cioè della cancellazione, della serie di Nobuhiro Mashiro, ed era anche presente al funerale dello stesso. Nel 2016, Sasaki viene trasferito dal Weekly Shonen Jump al Hissho Jump, diventandone così il nuovo Caporedattore.

### Yoshihisa Heishi
Yoshihisa Heishi (瓶子吉久?, Heishi Yoshihisa) è il secondo in comando all'interno della redazione ed è il responsabile dei capitani dei vari gruppi di editor. Al contrario del Caporedattore Sasaki, che mantiene quasi sempre un atteggiamento freddo e calcolatore, Heishi è un uomo molto meno imperturbabile e anzi non si fa problemi a strigliare editor e mangaka quando pensa che se lo meritino. Oltre a partecipare sempre alle riunioni per le serializzazione insieme a Sasaki, lui ha anche il compito di selezionare i manoscritti che andranno pubblicati sull'Akamaru Jump. Nel 2016 diventa il nuovo Caporedattore della rivista dopo il trasferimento di Sasaki stesso.

### Soichi Aida
Soichi Aida (相田聡一?, Aida Souichi): è il capitano del gruppo di Hattori, Miura, un uomo di trent'anni corpulento e piuttosto cinico; stando a ciò che dice Hattori, Aida è solito essere molto critico verso le opere degli esordienti, ma quando Ashirogi Muto consegnò il manoscritto di "Soldi e idee", lui stesso si ritrovò ad ammettere il valore di quella one-shot e il talento del duo. È stato l'editor di Hideout Door, ma non sembra abbia preso particolarmente a cuore le sorti del manga dopo aver capito che Aoki non era disposta a scendere a compromessi per quel che riguardava la trama, e in questo modo non poteva intervenire ad aiutarli. Se Hattori non fosse intervenuto a bloccarlo, Aida avrebbe probabilmente reclutato Mashiro come disegnatore della storia di Aoki, quando il ragazzo si era per breve periodo separato dal socio. Aida nel 2016 diventa il nuovo Vicecaporedattore della rivista Weekly Shonen Jump, in seguito alla promozione di Heishi.

### Koji Yoshida
Koji Yoshida (吉田 幸司?, Yoshida Kōji) è uno dei capitani della redazione che lo pone quindi nella rosa dei pochi componenti delle riunioni per le serializzazione. Yoshida è uno degli editor migliori della redazioni con parecchia esperienza e furbizia, inoltre è molto intelligente e in più di un'occasione ne da una piena dimostrazione: riconosce quale sia il vero talento di Hiramaru, suo protetto, capisce subito che è Niizuma il misterioso disegnatore della storia di Iwase, +Natural, dopo averne solo analizzato il nome d'arte, oppure in tutte le occasioni in cui riesce a circuire Hiramaru per farlo lavorare. Correre dietro all'eccentrico mangaka e spronarlo affinché non manchi mai una consegna, sembra essere diventato il suo primario impegno di vita. Questo, oltre perché ci tiene che il talento di Hiramaru continui a mantenersi attivo, nell'ottica che sarebbe un'importante svolta per la sua stessa carriera. Yoshida è sposato e possiede una moto Harley-Davidson. Nonostante sia un personaggio che in teoria ricopre un ruolo secondario, Yoshida è arrivato nono nel sondaggio dei dieci personaggi più amati della serie; la cosa ha un certo peso se paragonata al fatto che personaggi come Hattori e Yujiro, ben più vecchi e presenti di lui, non ci siano.

### Akira Hattori
Akira Hattori (服部 哲?, Hattori Akira) è uno degli editor che lavora presso la rivista Jump, il primo che il duo Mashiro-Takagi hanno incontrato e che ha letto il loro manga. Hattori è un uomo dal carattere molto affabile e disponibile, di quelli che Kawaguchi Taro chiamò "buoni editor", che riconosce fin dall'inizio il talento, seppur ancora acerbo dei due novelli mangaka. Al pari del caporedattore tiene molto al suo lavoro e lo prende molto sul serio, impegnandosi il più possibile soprattutto verso i suoi pupilli, ma anche nei confronti di coloro che gli presentano manoscritti comunque di buona fattura, come nel caso di Iwase. Hattori ha molto esperienza sulle spalle e molto probabilmente una vasta cultura, da come si può intuire in alcune parti della serie. Benché il suo interessamento e impegno per far sì che gli Ashirogi ottengano il successo possa apparire normale, in quanto è il suo lavoro e perché è su questo principio che si fonda la possibilità per un editor di far carriera, in realtà è motivato, come si scopre da una chiacchierata fra lui, Miura e Yujiro, dal fatto che fin dall'inizio, in loro, nella loro gioventù, nel loro non volersi arrendere, vedeva tutta la passione e il desiderio di mettere a frutto il proprio talento, tipici del loro lavoro. Benché Hattori sia stato presente per la maggior parte della loro crescita come mangaka, solo con la loro terza serie ufficiale, PCP: Perfect Crime Party, diventerà ufficialmente l'editor di Mashiro e Takagi.

### Yujiro Hattori
Yujiro Hattori (服部 雄二郎?, Hattori Yūjirō) è uno degli editor della rivista Shonen Jump e tra tutti i suoi colleghi, quello che di più punta ad avere una promozione e diventare così un Capo-editor, ribadendo in più di un'occasione come sia vicino a diventarlo; queste affermazioni un po' sbruffone, non vengono d'altronde considerate tali da molti suoi colleghi: Yujiro è colui che ha scoperto il genio liceale Eiji Niizuma, ha fatto serializzare Fukuda Shinta, un mangaka con una serie da duecento capitoli, Kiyoshi Knight, e ha collaborato con Hattori per avviare una nuova serie, che si è rivelata "campione di incassi", cioè +Natural. Come risultati lavorativi non sono sicuramente di mediocre livello. Yujiro è di carattere molto aperto e non si è rivelato per lui particolarmente complesso rendersi amico dei suoi stessi protetti, per non parlare anche di colleghi come Hattori e Miura, divenuti in seguito compagni di bevute. Data forse la sua giovane età o forse il suo carattere particolarmente progressista, Yujiro è l'editor che più si avvicina al modo di pensare e alle idee innovative dei per lo più giovani membri del team Fukuda, e ciò lo ha aiutato molto quando si trovò a trattare con loro per arginare lo sciopero, da loro indetto, verso cui tra l'altro si mostrava pure favorevole, contro la chiusura della serie degli Ashirogi. Nel 2016 Yujiro riesce a conquistare l'agognata promozione durante un trasferimento di personale, diventando uno dei capitani del Jump.

### Goro Miura
Goro Miura (港浦 吾郎?, Miura Gorō) è uno dei più giovani editor dello Shonen Jump, alle cui cure viene affidata la serie di Detective Trap tra lo stupore generale. Miura è certamente un uomo che ci sa fare nell'ambito prettamente organizzativo e logistico e nella passione che mette in tutto quello che fa, arrivando ad assumere atteggiamenti esuberanti, anche se pecca in quanto ad esperienza e alla conoscenza dei "trucchi del mestiere", a causa della sua carriera relativamente giovane; ciò a volte ha influito nei rapporti con i due decisi ragazzi, soprattutto in confronto con l'ombra di Hattori, sempre presente nelle menti dei tre. Non per questo però non si è dimostrato degno di fiducia o fonte di aiuto, come quando si accorge che il difetto principale delle prime storie di "Trap" era che fosse troppo serioso e perciò "pesante" in determinati frangenti; oppure quando, persuaso dall'idea che un gag-manga avesse risolto i problemi di Ashirogi Muto, permettendo di venire così riserializzati, riempì quattro scatoloni di manga comici tutti da lui commentati, segnati, analizzati, affinché potessero essere utilizzati come fonte di informazione per Takagi e Mashiro.

### Masakazu Yamahisa
Masakazu Yamahisa (山久 雅和?, Yamahisa Masakazu) è un giovane editor del gruppo di Yoshida e lo si può considerare uno degli ultimi acquisti della redazione di WS Jump. È in aperta rivalità e confronto con Miura, rispetto al quale è di un anno più giovane sia come età che come esperienza lavorativa, nel dimostrare di essere un editor migliore dell'altro. Yamahisa dimostra molta sicurezza nelle sue scelte lavorative e nei modi in cui si relazione con i suoi protetti, puntando a farli crescere e maturare nei loro punti forti. Dimostra impegno e amore per il suo lavoro, soprattutto dopo aver deciso di prendersi cura di Aoki, al termine della serie di Hideout Door, e di Shizuka, debuttato al Treasure con il manga Shapon. Con la prima riesce a mostrarle le possibilità che potrebbe avere proseguendo nel genere Shonen dicendole che tramite il suo talento nel descrivere i sentimenti delle persone, unito a qualche accorgimento come il mostrare biancheria femminile nei vari capitoli, si sarebbe riuscito a formare una love-comedy di successo. Con il secondo invece lo aiuterà non solo a perfezionare la sua abilità nel disegnare e scrivere manga, ma anche nel risolvere i suoi problemi di comunicazione e ansia sociale, cercando di rapportarsi con lui pian piano e spingendolo a reagire.

### Tatsurou Kosugi
Tatsurou Kosugi (小杉 達郎?, Kosugi Tatsurō) verrà assunto come editore subito prima della comparsa di Nanamine, di cui diverrà il supervisore. Ma a causa dei metodi non ortodossi di Nanamine entrerà in contrasto molte volte in contrasto con l'autore, col quale si separerà dopo la fine del manga Ciò che è richiesto. Successivamente, dopo la fine di Crow e col ritorno di Nanamine, avrà nuovi contrasti con l'autore, il quale gli proporrà un patto: se il one-shot che aveva preparato non fosse stato serializzato si sarebbe fidato dei suoi consigli altrimenti Kosugi avrebbe dovuto smettere di interferire. Ma il manga non avrà successo e questo porterà Nanamine a ritirarsi. Alla fine della storia lo vediamo diventare l'editore di Iwase, che lo metterà subito sotto pressione per ricevere nuove idee e consigli.

### Mangaka Veterani
- Mikihiko Azuma: è un mangaka cinquantenne che pubblicherà un one-shot intitolato Panty Flash Fight, che segnerà il suo ritorno nei manga dopo un passato non felice in cui non riuscì a pubblicare neanche una storia su Jump, virando poi su Shonen Three da cui fu cancellato poco dopo. In realtà dietro le sue ultime opere si celano Nanamine e la sua società di manga. In seguito si redimerà scrivendo una storia che batterà nei sondaggi la storia scritta da Nanamine. Il suo precedente editore era Heishi, in seguito è stato Hattori Akira. Si viene a sapere che fu un collaboratore di Nobuhiro Mashiro prima che quest'ultimo morisse.

- Kisaku Arai: un mangaka veterano, viene nominato la prima volta durante la seduta per la serializzazione di Detective Trap. Infatti riuscirà ad essere serializzato anche lui in quel periodo col manga Cheese Okaki. In seguito verrà cancellato proponendo altre storie, che non dureranno mai abbastanza a lungo. Parteciperà anche alla Super Leaders' Love Fest con una storia autoconclusiva. In seguito ci sarà il suo ritorno su Jump, insieme ad altri mangaka veterani, ma in realtà il suo ritorno è dovuto alla presenza di Nanamine, il quale gli fornirà le storie da presentare alla rivista. È anche stato un assistente di Mikihiko Azuma.

## Altri personaggi

### Nobuhiro Mashiro
Nobuhiro "Taro Kawaguchi" Mashiro, defunto zio paterno di Mashiro, era un mangaka del Jump, pubblicato sulla rivista con il manoscritto comico La leggenda dei supereroi. Il suo ricordo è costantemente presente nel cuore di Mashiro, a cui era molto affezionato, e se Miho è la sua fonte di ispirazione e di sprone per poter coronare il loro amore, Nobuhiro è il suo punto di riferimento e di sprone per motivi di orgoglio come mangaka in sé; è a lui infatti che dedica i suoi successi. Nobuhiro è stato inoltre colui che ha insegnato a Mashiro buona parte dei principi e delle regole personali per compiere al meglio il proprio mestiere. Analogamente al nipote, lui stesso iniziò una storia d'amore a distanza con una ragazza, che poi si rivelerà essere la madre della stessa Miho, e che il lavoro di mangaka era il suo modo per farle capire che lui era da qualche parte e stava lavorando sodo. Moritaka, prima dell'incontro con Takagi, aveva perso la voglia di diventare un mangaka, già allora suo grande sogno, quando era ancora piccolo a causa della morte dello zio che pensava essersi suicidato per la disperazione, quando invece perse la vita per debilitazione fisica, causa strees, poca cura della propria salute e troppo lavoro. Nobuhiro era diventato particolarmente noto in redazione per la sua ossessione di voler essere pubblicato dopo la sua cancellazione, tanto che alcuni ne avevano quasi paura; fatto sta che fino a cinque giorni dalla sua morte, aveva portato non name ma one-shot definitive.

### Koji Makaino
Koji "Koogy" Makaino, cantante di un certo successo, volendo dimostrarsi poliedrico in vari campi dell'arte, e mostrare agli altri quello che lui considera il suo mondo interiore, decide di farsi pubblicare partecipando al concorso della Gold Future Cup, con il manga Colorfusical. Per essere certo di venir pubblicato Koji arriva ad affermare alla stampa la sua imminente pubblicazione, puntando così al sostegno dei suoi fan; contro di lui si schiereranno i membri del "team" di Fukuda che riusciranno alla fine a batterlo in numero di voti. Dopo la sconfitta, Koji cerca di mettersi in collaborazione con Aoki ma fallisce ancora miseramente. A dispetto di ciò Koji ottiene una serie sullo Square Jump, la quale gli ha procurato un buon successo. Nonostante il suo stile non sia propriamente manga, Koji riuscì in precedenza ad ottenere un secondo posto al premio Tezuka, dimostrando di avere comunque qualche capacità.

### Kyotaro Hibiki
Kyotaro Hibiki è un ex-mangaka, autore di Great Chief Cheater, un manga giallo che entrò in diretta competizione con Detective TRAP, e Perché!?, una commedia riguardo ad un ragazzo che vuole diventare il re dei quiz televisivi. Dopo la sua cancellazione entrerà a far parte della società di Nanamine.

### Hidemitsu Ishizawa
Hidemitsu Ishizawa: è un compagno di scuola di Mashiro e Takagi, viscido e arrogante, con una certa abilità nel disegno; dopo la loro pubblicazione per il premio Tezuka critica fortemente Mashiro, dicendo che il suo stile non è da shonen e che Takagi farebbe meglio a scegliere lui come disegnatore. In tutta risposta Takagi lo atterra tirandogli un pugno. Dopo la scuola continuerà la sua carriera di mangaka su un'altra rivista.